# ميلتون إس. بوشلي
ميلتون إس. بوشلي (بالإنجليزية: Milton S. Buchli)‏ هو سياسي أمريكي، ولد في 18 أغسطس 1910، وتوفي في 5 مايو 2003. انتخب عضو جمعية ولاية ويسكونسن.